# Achille Campanile
Achille Campanile (* 28. September 1899 in Rom; † 4. Januar 1977 in Lariano) war ein italienischer Journalist und Schriftsteller und ein Meister der Ironie.

## Leben
Das Geburtsdatum Campaniles wird in einigen Biographien mit 1900 angegeben, was aber, wie offizielle Dokumente inzwischen beweisen, falsch ist. Seinen ersten Roman, Ma che cosè questo amore, veröffentlichte er 1927. Noch im gleichen Jahr erschien sein zweiter Roman Se la luna mi porta fortuna.
Nur sechs Jahre später gewann er den in Italien angesehenen Literaturpreis Premio Viareggio mit seinem Roman Cantilena all'angolo della strada e quaranta. Mit diesem Preis wurde er ein zweites Mal 1973 für seinen Roman Manuale di conversazione ausgezeichnet, 1976 erhielt er den Premio Mondello.  Neben den zahlreichen Romanen schrieb Campanile auch Theaterstücke und er war sein ganzes Leben hindurch journalistisch tätig.
Im Alter von 77 Jahren starb Achille Campanile am 4. Januar 1977 in Lariano.

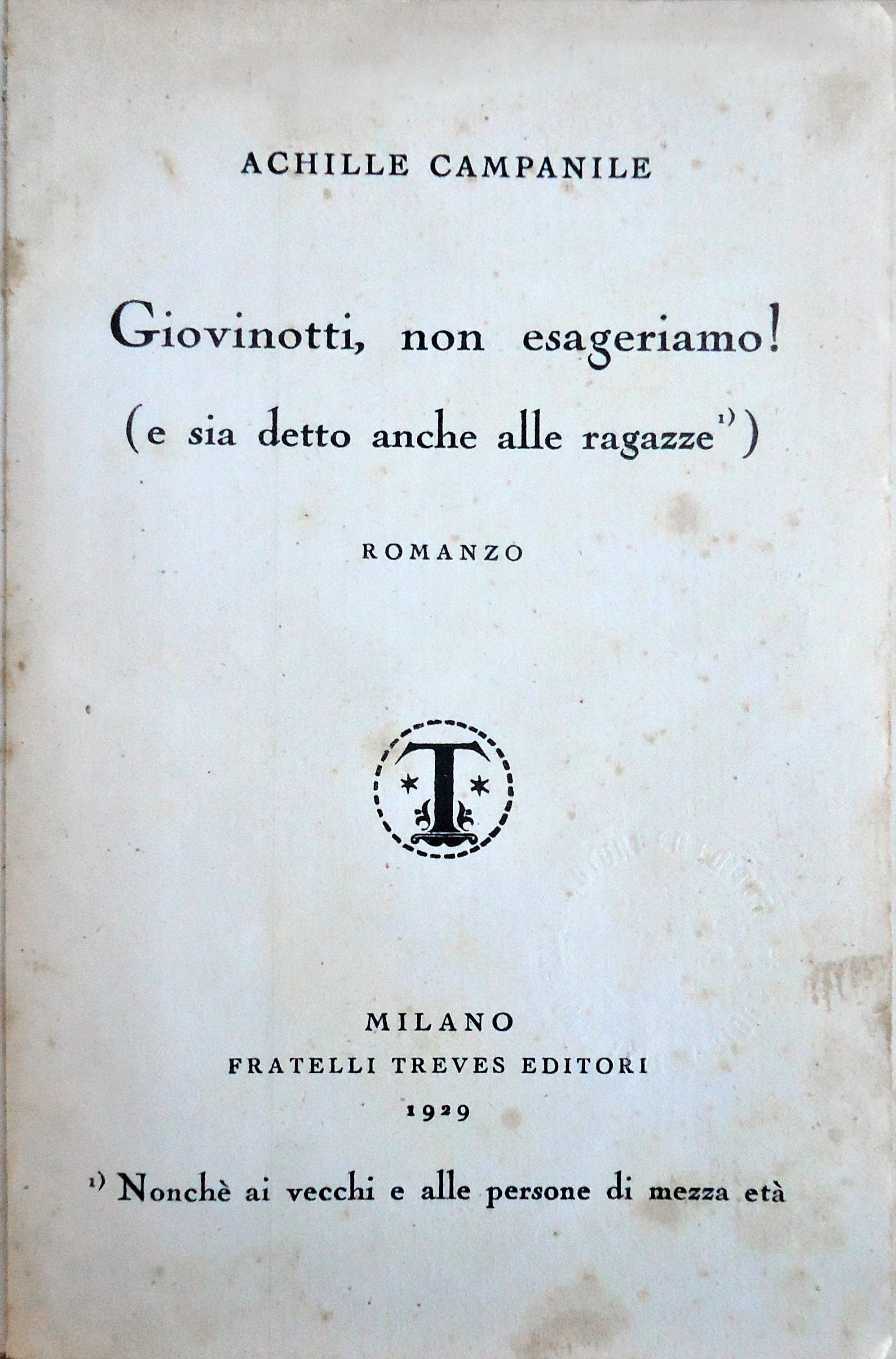
Achille Campanile, Giovinotti, non esageriamo!, 1929

## Werke (Auswahl)
- Ma che cosè questo amore (1927)
- Se la luna mi porta fortuna (1927)
- Agosto, mia moglie non ti conosco (1930)
- In campagna è un'altra cosa (1931)
- Cantilena all'angolo della strada (1933)
- Celestino e la famiglia Gentilissimi (1942)
- Il povero Piero (1959)
- L'inventore del cavallo e altre quindici commedie (1971)
- Manuale di conversazione (1973)
- Vita degli uomini illustri (1975)
- L’eroe (1976)

## Sekundärliteratur (Auswahl)
- Umberto Eco: Lüge und Ironie. Vier Lesarten zwischen Klassik und Comic (= dtv 30859). Deutscher Taschenbuch-Verlag, München 2002, ISBN 3-423-30859-1.